# Верхні Халчи
Верхні Халчи (рос. Верхние Халчи) — село в Фатезькому районі Курської області Російської Федерації.
Населення становить 126 осіб. Входить до складу муніципального утворення Солдатська сільрада.

## Історія
Населений пункт розташований на території українського етнічного та культурного краю Східна Слобожанщина.
Від 2004 року входить до складу муніципального утворення Солдатська сільрада.

## Населення
| 1979 | 1989 | 2002 | 2010 |
| ---- | ---- | ---- | ---- |
| 335  | ↘251 | ↘197 | ↘126 |